# Любево (Куявсько-Поморське воєводство)
Любево (пол. Lubiewo, нім. Lobfelde) — село в Польщі, у гміні Любево Тухольського повіту Куявсько-Поморського воєводства.
Населення — 1055 осіб (2011).
У 1975-1998 роках село належало до Бидгощського воєводства.

## Демографія
Демографічна структура станом на 31 березня 2011 року:
|          | Загалом | Допрацездатний вік | Працездатний вік | Постпрацездатний вік |
| -------- | ------- | ------------------ | ---------------- | -------------------- |
| Чоловіки | 538     | 134                | 362              | 42                   |
| Жінки    | 517     | 111                | 303              | 103                  |
| Разом    | 1055    | 245                | 665              | 145                  |